# Air commodore
L'air commodore (abrégé Air Cdre dans la RAF, l'IAF et la PAF et AIRCDRE dans la RNZAF et la RAAF) est un grade de général subalterne de l'armée de l'air qui est encore utilisé par la Royal Air Force. Ce grade est également utilisé par les forces aériennes de nombreux pays du Commonwealth. Le grade suivant est le grade d'air vice-marshal, tandis que le précédent est celui de Group captain.